# Kaldenkircher Straße 250 (Mönchengladbach)

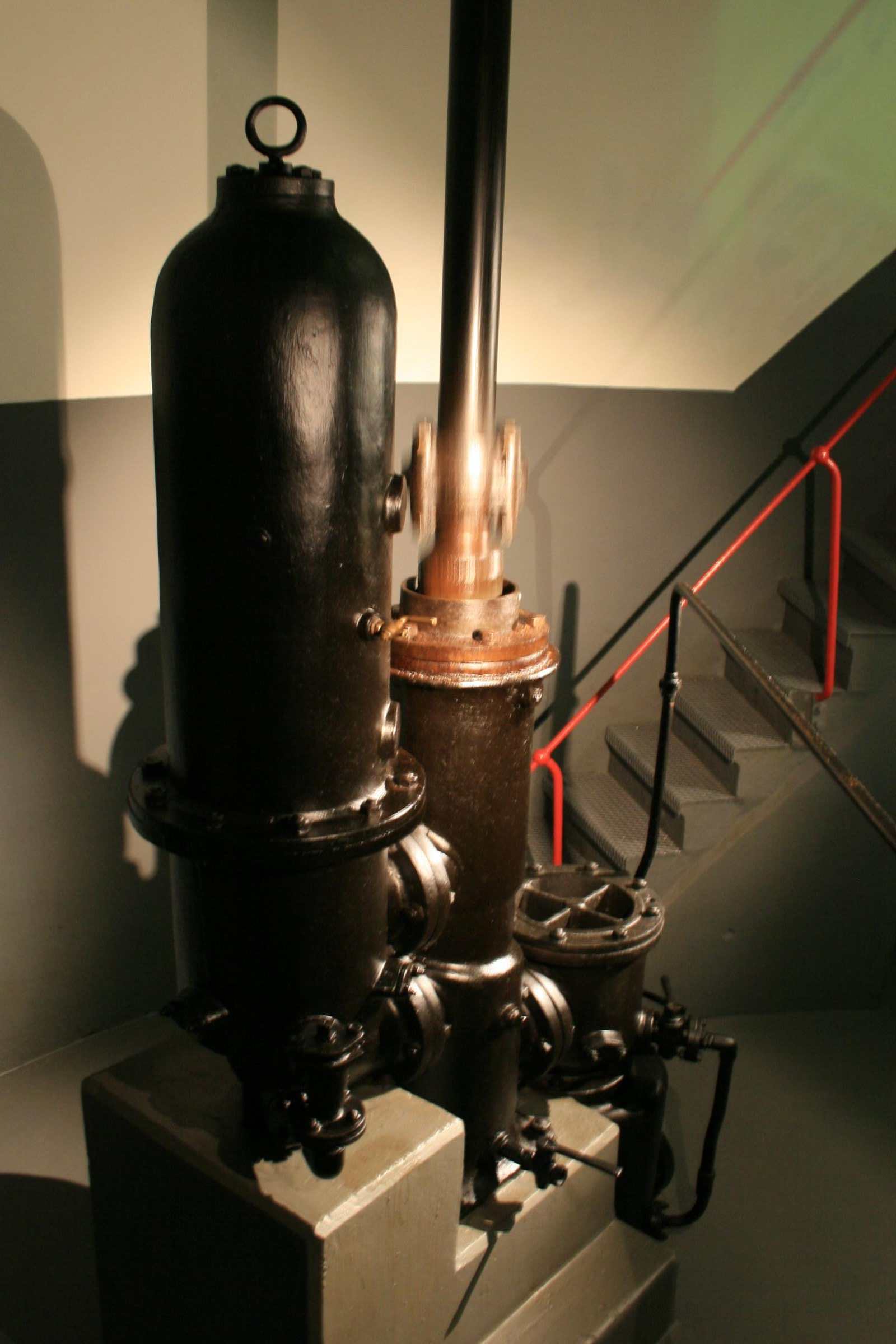
Dampfpumpe mit Unterflurbereich (2010)

Die Dampfpumpe Kaldenkircher Straße 250 steht im äußersten Westen des Stadtteils Bettrath-Hoven in Mönchengladbach (Nordrhein-Westfalen).
Die Pumpe wurde 1903/1904 erbaut. Sie wurde unter Nr. K 057 am 22. Dezember 1992 in die Denkmalliste der Stadt Mönchengladbach eingetragen.
Das Objekt steht nördlich des Stadtkerns zu Viersen auf dem Gelände des Wasserwerkes Helenabrunn. Es handelt sich um eine stehende Zweizylinder-Differentialplungerpumpe nach System Lentz und Zweizylinder-Wechselstrom-Kolbendampfmaschine mit Ventilsteuerung als Antriebsaggregat zur Wasserversorgung.
Technische Daten:
- Leistung: 84 kW (114 PS)
- Drehzahl 48/min
- Fördermenge 320 m³/h
- Förderhöhe 45 m
- Antriebsmaschine: Zwei Kolbenpumpen mit Saug- und Druckwindkessel
- Dampferzeugung: Zweiflammrohrkessel mit 100 m² Heizfläche und zehn bar Überdruck
- Überhitzer mit 31 m² Heizfläche (270 – 300 °C)
- max. erzeugbare Dampfmenge 2000 kg/h
- Kohlenverbrauch Braunkohle 760 kg/h
- Kohlenverbrauch Steinkohle 270 kg/h

Das Objekt „Dampfpumpe mit Unterflurbereich“ ist aus wirtschaftshistorischen Gründen als techn. Denkmal schützenswert.